# Anthidium nursei
Anthidium nursei är en biart som beskrevs av Cockerell 1922. Anthidium nursei ingår i släktet ullbin, och familjen buksamlarbin. Inga underarter finns listade i Catalogue of Life.